# Smicroplectrus brevipetiolus
Smicroplectrus brevipetiolus är en stekelart som beskrevs av Dmitriy R. Kasparyan 1984. Smicroplectrus brevipetiolus ingår i släktet Smicroplectrus och familjen brokparasitsteklar. Inga underarter finns listade i Catalogue of Life.